# 김복동 (영화)
《김복동》은 2019년에 개봉한 대한민국의 영화이다. 《자백》, 《공범자들》을 만든 뉴스타파의 3번째 작품으로 일본군 위안부 피해자이자 인권운동가, 평화운동가였던 김복동의 삶을 담은 다큐멘터리다.
일본군성노예제 문제해결을 위한 정의기억연대가 27여년간 보관해온 기록, 사진, 영상, 음성파일과 10여년이 넘는 시간 동안 일본군 위안부 피해자 할머니들과 동행했던 미디어몽구의 기록영상을 바탕으로 제작했다.

## 캐스팅
- 김복동
- 한지민 : 나레이션